# Список кратерів на Місяці, М
| А Б В Г Д Е Є Ж З І Й К Л М Н О П Р С Т У Ф Х Ц Ч Ш Ю Я |

| Кратер      | Латинська назва | Діаметр, км | Епонім                                                                           | Рік затвердження МАС |
| ----------- | --------------- | ----------- | -------------------------------------------------------------------------------- | -------------------- |
| М. Андерсон | M. Anderson     | 16,9        | Майкл Філліп Андерсон (1959—2003)                                                | 2006                 |
| Мавіс       | Mavis           | 1,1         | Шотландське жіноче ім'я                                                          | 1976                 |
| Мавролік    | Maurolycus      | 115         | Франческо Мавроліко (1494—1575)                                                  | 1935                 |
| Магеллан    | Magelhaens      | 37          | Фернан Магеллан (1480—1521)                                                      | 1935                 |
| Маджіні     | Maginus         | 156         | Джованні Антоніо Маджіні (1555—1617)                                             | 1935                 |
| Маєр К.     | C. Mayer        | 38          | Християн Маєр (1719—1783)                                                        | 1935                 |
| Маєр Т.     | T. Mayer        | 33          | Тобіас Йоганн Маєр (1723—1762)                                                   | 1935                 |
| Майкельсон  | Michelson       | 123         | Альберт Абрахам Майкельсон (1852—1931)                                           | 1970                 |
| Майкл       | Michael         | 3,5         | Англійське чоловіче ім'я                                                         | 1976                 |
| Мак-Дональд | McDonald        | 7,0         | Вільям Джонсон Мак-Дональд (1844—1926), Томас Мак-Дональд (1901—1973)            | 1973                 |
| Мак-Ейді    | McAdie          | 41          | Александр Джордж Мак-Ейді (1863—1943)                                            | 1973                 |
| Мак-Келлар  | McKellar        | 50          | Ендрю Мак-Келлар (1910—1960)                                                     | 1970                 |
| Мак-Клюр    | McClure         | 24          | Роберт Мак-Клур (1807—1873)                                                      | 1935                 |
| Мак-Кул     | McCool          | 20          | Вільям Камерон Маккул (1961—2003)                                                | 2006                 |
| Мак-Лафлін  | McLaughlin      | 75          | Дін Бенджамін Мак-Лафлін (1901—1965)                                             | 1970                 |
| Мак-Мас     | McMath          | 89          | Френсіс Мак-Мат (1867—1938), Роберт Мак-Мат (1891—1962)                          | 1970                 |
| Маклір      | Maclear         | 20          | Томас Маклір (1794—1879)                                                         | 1961                 |
| Маклорен    | Maclaurin       | 54          | Колін Маклорен (1698—1746)                                                       | 1935                 |
| Макміллан   | MacMillan       | 6,9         | Вільям Мак-Міллан (1871—1948)                                                    | 1976                 |
| Мак-Найр    | McNair          | 32          | Рональд Макнейр (1950—1986)                                                      | 1988                 |
| Мак-Неллі   | McNally         | 47          | Пол Мак-Неллі (1890—1955)                                                        | 1970                 |
| Мак-Оліфф   | McAuliffe       | 19,1        | Шарон Кріста Мак-Оліфф (1948—1986)                                               | 1988                 |
| Макробій    | Macrobius       | 63          | Амбросій Феодосій Макробій (V століття н. е.)                                    | 1935                 |
| Максвелл    | Maxwell         | 109         | Джеймс Клерк Максвелл (1831—1879)                                                | 1961                 |
| Максутов    | Maksutov        | 84          | Дмитро Максутов (1896—1964)                                                      | 1970                 |
| Малаперт    | Malapert        | 72          | Шарль Малапер (1581—1630)                                                        | 1935                 |
| Малінкін    | Malinkin        | 8,3         | Єгор Малінкін (1923—2008)                                                        | 2014                 |
| Маллет      | Mallet          | 59          | Роберт Маллет (1810—1881)                                                        | 1935                 |
| Малий       | Malyy           | 41          | Олександр Малий (1907—1961)                                                      | 1970                 |
| Мальтон     | Moulton         | 55          | Форест Рей Мультон (1872—1952)                                                   | 1970                 |
| Мандельштам | Mandelʹshtam    | 182         | Леонід Мандельштам (1879—1944)                                                   | 1970                 |
| Манілій     | Manilius        | 38          | Марк Манілій (I століття н. е.)                                                  | 1935                 |
| Маннерс     | Manners         | 15,0        | Рассел Маннерс (1800—1870)                                                       | 1935                 |
| Мануель     | Manuel          | 0,57        | Іспанське чоловіче ім'я                                                          | 1976                 |
| Манціні     | Manzinus        | 96          | Карло Антоніо Манціні (1599—1677)                                                | 1935                 |
| Маральді    | Maraldi         | 40          | Джованні Доменіко Маральді (1709—1788), Жак-Філіпп Маральді (1665—1729)          | 1935                 |
| Марін       | Marinus         | 57          | Марін Тірський (близько 70 — близько 130)                                        | 1935                 |
| Маріотт     | Mariotte        | 70          | Едм Маріотт (1620—1684)                                                          | 1970                 |
| Маріус      | Marius          | 40          | Сімон Маріус (1570—1624)                                                         | 1935                 |
| Марія       | Mary            | 0,53        | Жіноче ім'я в багатьох народів                                                   | 1976                 |
| Марко Поло  | Marco Polo      | 28          | Марко Поло (1254—1324)                                                           | 1961                 |
| Марков      | Markov          | 40          | Олександр Володимирович Марков (1897—1968), Андрій Андрійовіч Марков (1856—1922) | 1964                 |
| Марконі     | Marconi         | 73          | Гульєльмо Марконі (1874—1937)                                                    | 1970                 |
| Март        | Marth           | 6,5         | Альберт Март (1828—1897)                                                         | 1935                 |
| Марці       | Marci           | 24          | Ян Марек Марці (1595—1667)                                                       | 1970                 |
| Маскелін    | Maskelyne       | 22          | Невілл Маскелін (1732—1811)                                                      | 1935                 |
| Маундер     | Maunder         | 54          | Енні Скот Маундер (1868—1947), Едвард Волтер Маундер (1851—1928)                 | 1970                 |
| Мах         | Mach            | 175         | Ернст Мах (1838—1916)                                                            | 1970                 |
| Мебіус      | Möbius          | 49          | Август Фердинанд Мебіус (1790—1868)                                              | 1970                 |
| Меггерс     | Meggers         | 51          | Вільям Фредерік Меггерс (1888—1968)                                              | 1970                 |
| Медлер      | Mädler          | 28          | Йоганн Генріх фон Медлер (1794—1874)                                             | 1935                 |
| Мезенцев    | Mezentsev       | 85          | Юрій Мезенцев (1929—1965)                                                        | 1970                 |
| Мейн        | Main            | 47          | Роберт Мейн (1808—1878)                                                          | 1935                 |
| Мейсон      | Mason           | 33          | Чарлз Мейсон (1730—1787)                                                         | 1935                 |
| Мейтнер     | Meitner         | 87          | Ліза Мейтнер (1878—1968)                                                         | 1970                 |
| Мелісса     | Melissa         | 17,2        | Грецьке жіноче ім'я                                                              | 1979                 |
| Менделєєв   | Mendeleev       | 325         | Дмитро Менделєєв (1834—1907)                                                     | 1961                 |
| Мендель     | Mendel          | 140         | Грегор Мендель (1822—1884)                                                       | 1970                 |
| Менелай     | Menelaus        | 27          | Менелай Александрійський (бл. 70 — 140 н. е.)                                    | 1935                 |
| Мензел      | Menzel          | 3,4         | Дональд Говард Мензел (1901—1976)                                                | 1979                 |
| Меркатор    | Mercator        | 46          | Герард Меркатор (1512—1594)                                                      | 1935                 |
| Меркурій    | Mercurius       | 64          | Меркурій (міфологіч.)                                                            | 1935                 |
| Местлін     | Maestlin        | 6,8         | Міхаель Местлін (1550—1631)                                                      | 1961                 |
| Меран       | Mairan          | 39          | Жан д’Орту де Меран (1678—1771)                                                  | 1935                 |
| Меррілл     | Merrill         | 57          | Пол Віллард Меррілл (1887—1961)                                                  | 1970                 |
| Мерсенн     | Mersenius       | 84          | Марен Мерсенн (1588—1648)                                                        | 1935                 |
| Мерчісон    | Murchison       | 58          | Родерік Імпі Мерчісон (1792—1871)                                                | 1935                 |
| Мессала     | Messala         | 122         | Мессала (Менассія) (бл. 740—815)                                                 | 1935                 |
| Мессьє      | Messier         | 13,8        | Шарль Мессьє (1730—1817)                                                         | 1935                 |
| Местінг     | Mösting         | 24          | Йоган Сигізмунд Местінг (1759—1843)                                              | 1935                 |
| Метій       | Metius          | 84          | Адріан Метій (1571—1635)                                                         | 1935                 |
| Метон       | Meton           | 125         | Метон Афінський (V століття до н. е.)                                            | 1935                 |
| Мечніков    | Mechnikov       | 59          | Ілля Мечников (1845—1916)                                                        | 1970                 |
| Мещерський  | Meshcherskiy    | 66          | Іван Мещерський (1859—1935)                                                      | 1970                 |
| Мі          | Mee             | 134         | Артур Батлер Мі (1860—1926)                                                      | 1935                 |
| Міланкович  | Milankovic      | 94          | Милутин Міланкович (1879—1958)                                                   | 1970                 |
| Міліхій     | Milichius       | 12,2        | Якоб Міліх (1501—1559)                                                           | 1970                 |
| Міллер      | Miller          | 61          | Вільям Ален Міллер (1817—1870)                                                   | 1935                 |
| Міллз       | Mills           | 36          | Марк Міллс (1917—1958)                                                           | 1970                 |
| Міллікен    | Millikan        | 94          | Роберт Ендрюс Міллікен (1868—1953)                                               | 1970                 |
| Мілн        | Milne           | 260         | Едвард Артур Мілн (1896—1950)                                                    | 1970                 |
| Мінер       | Mineur          | 72          | Анрі Мінер (1899—1954)                                                           | 1970                 |
| Мінковський | Minkowski       | 108         | Герман Мінковський (1864—1909), Рудольф Мінковський (1895—1976)                  | 1970                 |
| Міннарт     | Minnaert        | 137         | Марсел Міннарт (1893—1970)                                                       | 1970                 |
| Міс         | Mees            | 52          | Чарльз Едвард Міз (1882—1960)                                                    | 1970                 |
| Мітра       | Mitra           | 97          | Кумар Мітра (1890—1963)                                                          | 1970                 |
| Мітчелл     | Mitchell        | 32          | Марія Мітчелл (1818—1889)                                                        | 1935                 |
| Мозлі       | Moseley         | 89          | Генрі Мозлі (1887—1915)                                                          | 1964                 |
| Мойсеєв     | Moiseev         | 62          | Микола Мойсеєв                                                                   | 1970                 |
| Мольтке     | Moltke          | 6,2         | Гельмут Карл Бернхард фон Мольтке (1800—1891)                                    | 1935                 |
| Монгольф'є  | Montgolfier     | 84          | Брати Монгольф'є (Жак-Етьенн 1745—1799, Жозеф-Мішель 1740—1810)                  | 1970                 |
| Монж        | Monge           | 37          | Гаспар Монж (1746—1818)                                                          | 1935                 |
| Моніра      | Monira          | 1,1         | Арабське жіноче ім'я                                                             | 1976                 |
| Монтанарі   | Montanari       | 77          | Джемініано Монтанарі (1633—1687)                                                 | 1935                 |
| Мопертюї    | Maupertuis      | 45          | П'єр Луї де Мопертюї (1698—1759)                                                 | 1935                 |
| Морган      | De Morgan       | 9,7         | Огастес де Морган (1806—1871)                                                    | 1935                 |
| Морет       | Moretus         | 114         | Теодор Морет (1602—1667)                                                         | 1935                 |
| Морзе       | Morse           | 73          | Семюел Морзе (1791—1872)                                                         | 1970                 |
| Морі        | Maury           | 16,6        | Метью Фонтейн Морі (1806—1873), Антонія Каетана Морі (1866—1952)                 | 1935                 |
| Морлі       | Morley          | 13,7        | Едвард Вільямс Морлі (1838—1923)                                                 | 1976                 |
| Морозов     | Morozov         | 41          | Микола Морозов (1854—1945)                                                       | 1970                 |
| Мохоровичич | Mohorovičić     | 50          | Андрія Мохоровичич (1857—1936)                                                   | 1970                 |
| Муаньо      | Moigno          | 37          | Франсуа-Наполеон-Марі Муаньо (1804—1884)                                         | 1935                 |
| Муассан     | Moissan         | 22          | Анрі Муассан (1902—1955)                                                         | 1976                 |
| Мур         | Moore           | 53          | Джозеф Мур (1878—1949)                                                           | 1970                 |
| Муракамі    | Murakami        | 45          | Харутаро Муракамі (1872—1947)                                                    | 1991                 |
| Мут         | Mutus           | 76          | Вісенте Мут (1614—1687)                                                          | 1935                 |
| Муше        | Mouchez         | 83          | Амедей Ернест Бартоломей Муше (1821—1892)                                        | 1935                 |
| Мюллер      | Müller          | 23          | Карл Мюллер (1866—1942)                                                          | 1935                 |